# Еддістоун (Пенсільванія)
Еддістоун (англ. Eddystone) — місто (англ. borough) в США, в окрузі Делавер штату Пенсільванія. Населення — 2459 осіб (2020).

## Географія
Еддістоун розташований за координатами 39°51′17″ пн. ш. 75°20′14″ зх. д. / 39.85472° пн. ш. 75.33722° зх. д. (39.854849, -75.337107).  За даними Бюро перепису населення США в 2010 році місто мало площу 3,94 км², з яких 2,58 км² — суходіл та 1,37 км² — водойми.

## Демографія
Згідно з переписом 2010 року, у селищі мешкало 2410 осіб у 926 домогосподарствах у складі 610 родин. Густота населення становила 611 осіб/км².  Було 1010 помешкань (256/км²).
Расовий склад населення:
| - 82,7 % — білих - 11,7 % — чорних або афроамериканців - 1,3 % — азіатів - 0,1 % — корінних американців - 1,0 % — осіб інших рас |

До двох чи більше рас належало 3,2 %. Частка іспаномовних становила 4,4 % від усіх жителів.
За віковим діапазоном населення розподілялося таким чином: 27,5 % — особи молодші 18 років, 62,3 % — особи у віці 18—64 років, 10,2 % — особи у віці 65 років та старші. Медіана віку мешканця становила 34,8 року. На 100 осіб жіночої статі у селищі припадало 97,1 чоловіків;  на 100 жінок у віці від 18 років та старших — 97,5 чоловіків також старших 18 років.
Середній дохід на одне домашнє господарство  становив 53 833 долари США (медіана — 47 756), а середній дохід на одну сім'ю — 55 910 доларів (медіана — 49 744). Медіана доходів становила 50 240 доларів для чоловіків та 32 961 долар для жінок. За межею бідності перебувало 18,0 % осіб, у тому числі 26,8 % дітей у віці до 18 років та 24,2 % осіб у віці 65 років та старших.
Цивільне працевлаштоване населення становило 1028 осіб. Основні галузі зайнятості: освіта, охорона здоров'я та соціальна допомога — 25,8 %, роздрібна торгівля — 12,5 %, науковці, спеціалісти, менеджери — 10,4 %, фінанси, страхування та нерухомість — 10,1 %.